# Americano Futebol Clube
El Americano Futebol Clube es un club de fútbol brasilero de la ciudad de Campos dos Goytacazes. Fue fundado en 1914 y juega en el Campeonato Carioca.

## Palmarés

### Torneos estaduales
- Campeonato Fluminense (5): 1964, 1965, 1968, 1969 y 1975
- Copa Río (1): 2018
- Taça Guanabara (1):2002
- Taça Rio (1):2002
- Torneo Extra de Taça Guanabara: 2009
- Taça Corcovado (1):2015[3]
- Taça Santos Dumont (1):2018[4]

### Torneos municipales
- Campeonato municipal de Campos dos Goytacazes (27): 1915, 1919, 1921, 1922, 1923, 1925, 1930, 1934, 1935, 1939, 1944, 1946, 1947, 1950, 1954, 1964, 1965, 1967, 1968, 1969, 1970, 1971, 1972, 1973, 1974, 1975 y 1977.
- Taça Cidade de Campos dos Goytacazes: 5 veces.

## Entrenadores
- André Pimpolho (?-septiembre de 2012)[5]
- Acácio (?-abril de 2013)[6]
- André Pimpolho (abril de 2013-mayo de 2014)[5][7]
- João Luis (mayo de 2014-?)[7]
- João Carlos Ângelo (enero de 2015-julio de 2017)[8][9][10]
- Josué Teixeira (marzo de 2018-enero de 2021)[11][12]
- Rafael Soriano (enero de 2020-junio de 2020)[13][14]
- Caé Cunha (noviembre de 2020-presente)[2]